# Комунистическа младеж на Австрия
Комунистическата младеж на Австрия или КМА (на немски: Kommunistische Jugend Österreichs, съкр.: KJÖ ) е независима марксистко-ленинска младежка организация.

## История
Комунистическата младеж е основана през 1918 г. като младежка организация на Комунистическата партия на Австрия . Тя е една от най-важните елементи на антифашистко младежко движение в Австрия.
След Аншлуса през 1938 г. условията за комунистическата младеж стават все по-зле. Много от членуващите са арестувани, екзекутирани или убити в концентрационни лагери. Въпреки това Комунистическата младеж публикува брошури срещу войната и нацизма и някои от нейните членове се присъединяват към партизански групи и се борят срещу нацисткия режим.
През 1945 г. Свободната австрийска младеж (съкр. САМ, на немски FÖJ) е основана от комунисти, социалисти и католици, за да изгради свободна и демократична Австрия, но през 1970 поради вътрешни идеологически конфликти и комунистическата младеж е възтановена.